# Dmitri Sergejewitsch Badin
Dmitri Sergejewitsch Badin (russisch Дмитрий Сергеевич Бадин; * 15. November 1990 in Kursk) ist ein russischer Hacker und Offizier. Er soll im Auftrag des Militärnachrichtendienstes GRU in Computersysteme mehrerer Regierungen und internationaler Organisationen eingedrungen sein.
Das FBI sucht Badin seit 2018 aufgrund eines Verdachts, wonach er für die Manipulation der US-Präsidentschaftswahl 2016 und einen Angriff auf die Server der internationalen Anti-Doping-Agentur WADA verantwortlich sein soll.
Die deutsche Bundesanwaltschaft hat gegen ihn Anfang Mai 2020 einen internationalen Haftbefehl erwirkt. Er soll für einen Hackerangriff auf den Bundestag im Jahr 2015 verantwortlich sein. Hierbei wurden mindestens 16 Gigabyte Daten erbeutet, unter anderem auch aus dem Abgeordnetenbüro von Bundeskanzlerin Angela Merkel. Für diesen Angriff wird die Sofacy Group („Fancy Bear“) verantwortlich gemacht, deren Mitglied Badin sein soll. Die Vorwürfe gegen Badin lauten auf geheimdienstliche Agententätigkeit und das Ausspähen von Daten.
Die internationale Recherche-Plattform Bellingcat bestätigte Badins Geburtsdaten und seine Tätigkeit für die Einheit 26165 des Militärgeheimdienstes GRU, die auf Kryptographie spezialisiert ist. So sei sein Wagen auf die Moskauer Adresse des Geheimdienstes angemeldet. Auch die von ihm verwendeten Nutzerkonten bei Skype, vk.com sowie seine E-Mail-Adresse und seine Telefonnummer bestätigten diese Annahmen. Hiernach ist Badin vermutlich der Autor einer Malware, die unter anderem für die Hacks des MH-17-Ermittlerteams, des E-Mail-Servers der Demokratischen Partei, des Deutschen Bundestags und von Bellingcat selbst eingesetzt wurde. Er habe bei seiner Tätigkeit das Pseudonym Scaramouche verwendet.
Bundeskanzlerin Angela Merkel nannte die Erkenntnisse im Bundestag „ungeheuerlich“ und behielt sich Reaktionen gegenüber Russland vor. Der FDP-Abgeordnete Manuel Höferlin nannte den Vorgang „einen Angriff auf unser Land“.
Im Oktober 2020 erließ die Europäische Union als Konsequenz aus dem Hackerangriff auf den Bundestag ein Einreiseverbot und eine Kontensperrung gegen Badin. Zudem wurde eine für Cyberangriffe zuständige Stelle des Militärgeheimdienstes GRU auf die EU-Sanktionsliste gesetzt.